# 羅曼·馬天尼斯
羅曼·費蘭度·馬丁內斯（Román Fernando Martínez，1983年3月7日—）是一名阿根廷足球運動員，擔任中場，現時效力阿甲球會學生隊。

## 外部連結
- Football Lineups 球員檔案
- （西班牙文） Tigre 球員檔案